# Brandon Rupp
Brandon Rupp (ur. 11 czerwca 1986) – amerykański zapaśnik w stylu klasycznym. Srebrny medalista mistrzostw panamerykańskich z 2009 i 2010 roku.